# Oesterheld & Co.

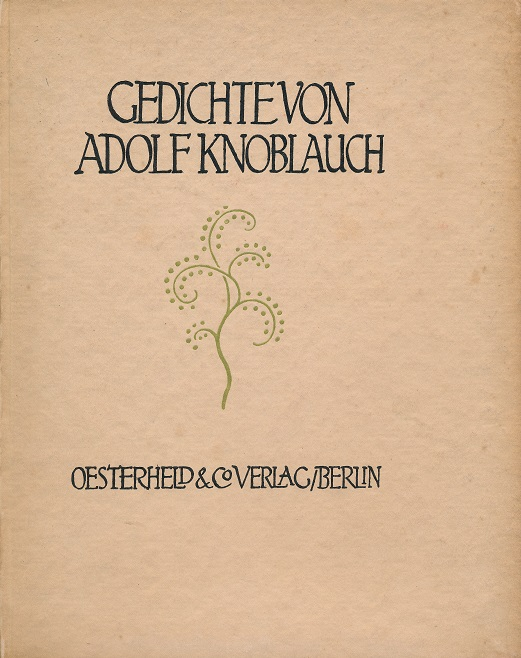
Oesterheld & Co., Titelblatt als Beispiel

Oesterheld & Co. war ein Verlag in Berlin von 1906 bis 1935.

## Geschichte
Am 1. Januar 1906 gründeten Erich Oesterheld (1884–1920) und Siegbert Cohn (1884–1942) den Verlag Oesterheld & Co. in der Lietzenburger Straße in Charlottenburg bei Berlin. Dieser wurde schnell zu einem der wichtigsten Theaterverlage in Deutschland. Er stand besonders linken Autoren und Bühnen nahe.
Nach dem Tod von Erich Oesterheld führte Siegbert Cohn ab 1920 den Verlag alleine weiter. 1935 wurde er aufgelöst und ein großer Teil der Bestände mit dem Verlagsarchiv vernichtet.

## Publikationen

### Autoren
Im Verlag Oesterheld & Co. erschienen Werke von Else Lasker-Schüler (Die Wupper), Ernst Toller, Helene Stöcker, Gabriela Zapolska, Siegfried Jacobsohn, Klaus Mann (Anja und Esther, Athen), Scholem Aleichem und weiteren Autoren. Einige Bühnenstücke wurden als maschinenschriftliche Typoskripte an Bühnen verschickt, zum Beispiel von Erika Mann.
Bücher von Constantin Brunner widmeten sich jüdischen und religionsphilosophischen Themen. 

### Zeitschriften
Im Verlag Oesterheld & Co. erschienen wichtige Zeitschriften wie der Theater-Kalender, das Deutsche Bühnenjahrbuch, das Theater-Adressbuch,  Die Deutsche Bühne, Das Jahr der Bühne, Das Blaue Heft, Die Schaubühne, Die Neue Generation (Mutterschutz) und die Ostasiatische Zeitschrift.

### Einzelne Werke (Auswahl)
1908
- Paul Leppin: Erlösung

1909
- Emil Ludwig: Tristan und Isolde

1910
- Emil Ludwig: Der Papst und die Abenteurer oder Die glücklichen Gärten

1911
- Andreas Latzko: Apostel
- Emil Ludwig: Atalanta

1912
- E. A. Nagrodskaya: Der Zorn des Dyonysos

1914
- Alfred Schirokauer: Die siebente Großmacht
- Georg Hermann: Jettchen Gebert

1915
- Helene Stöcker: Geschlechtspsychologie und Krieg

1916
- Helene Stöcker: Moderne Bevölkerungspolitik
- Helene Stöcker: Sexualpädagogik, Krieg und Mutterschutz
- Helene Stöcker: Menschlichkeit

1918
- Constantin Brunner: Der Judenhass und die Juden

1919
- Emil Ludwig: Diplomaten
- Constantin Brunner: Deutschenhass, Judenhass und Judenhass der Deutschen

1920
- Ferdinand Bruckner: Harry
- Ferdinand Bruckner: Annette

1921
- Emil Ludwig: Meeresstille und glückliche Fahrt
- Constantin Brunner: Unser Christus oder Das Wesen des Genies
- Ernst Lissauer: Eckermann
- Ernst Lissauer: Yorck, Neuauflage 1929

1922
- Ernst Lissauer: Die drei Gesichte

1924
- Gabriela Zapolska: Käthe
- Gabriela Zapolska: Die unberührte Frau. Eine erotische Komödie
- Gabriela Zapolska: Wovon man nicht spricht

1925.
- Klaus Mann: Anja und Esther

1926
- Theodor Lessing: Meine Tiere

1928
- Ernst Lissauer: Das Weib des Jephta
- Theodor Lessing: Blumen
- Theodor Lessing: Dämonen

1929
- Ernst Lissauer: Luther und Thomas Münzer

- Ernst Lissauer: Yorck, Neuauflage von 1921

1930
- Ludwig Bauer: Die Falle
- Ernst Toller: Feuer aus den Kesseln

1932
- Klaus Mann: Athen

1935
- Rudolf Jeremias Kreutz: Preisträger Gottes